# Albert Pujols
José Alberto Pujols Alcántara, znan kot Albert Pujols (španska izgovarjava: [ˈalβert puˈxols]), ameriški bejzbolist po poreklu iz Dominikanske republike, * 16. januar 1980, Santo Domingo. 
Pujols je poklicni igralec prve baze in trenutno član ekipe Los Angeles Angels of Anaheim v Glavni bejzbolski ligi. Pred sezono 2012 je igral za moštvo St. Louis Cardinals. Je prvi igralec v zgodovini lige MLB, ki je v svojih prvih desetih sezonah odbijal s povprečjem 0,300 ali več in hkrati odbil še 30 ali več domačih tekov ter domov poslal 100 tekov.

## Igralski profil
Pujols je visok 191 cm in tehta 100 kg. Odbija in meče z desno roko. 